# 1904年セントルイスオリンピックの陸上競技・男子100m
1904年セントルイスオリンピックの陸上競技の男子100mは9月3日にアメリカ・セントルイスのフランシス・フィールドで開催された。本競技は一次予選、一次予選を通過した6人の出場による決勝の2段階から構成された。
決勝ではアーチー・ハーンが優勝を果たし、ネイト・カートメルが2位、ウィリアム・ホーゲンソンが3位となった。結果、アメリカ勢は金銀銅のメダルを独占したほか、決勝進出者全員がアメリカ人に占められるという空前絶後の成績を残した。その一方で今大会ではヨーロッパの参加国が大幅に減少し、また選手の派遣を見送った国が続出したため、メダルを取れる可能性のあったアメリカ人以外の強豪選手はほとんど参加できなかった。そのため、ヨーロッパ諸国の反応は冷淡なものであった。

## 記録
1904年セントルイスオリンピックより以前に打ち立てられた世界記録とオリンピック記録。
| 世界記録         | 10.8(*) | ルーサー・ケアリー                 | パリ (FRA)                         | 1891年7月4日  |
| 世界記録         | 10.8(*) | セシル・リー                       | ブリュッセル (BEL)                 | 1892年9月25日 |
| 世界記録         | 10.8(*) | エチエンネ・デ・レ                 | ブリュッセル (BEL)                 | 1893年8月4日  |
| 世界記録         | 10.8(*) | エル・アチャーリー                 | フランクフルト・アム・マイン (GER) | 1895年4月13日 |
| 世界記録         | 10.8(*) | ハリー・ビートン                   | ロッテルダム (NED)                 | 1895年8月28日 |
| 世界記録         | 10.8(*) | ハーラルド・アンダーソン・アービン | ヘルシンボリ (SWE)                 | 1896年8月9日  |
| 世界記録         | 10.8(*) | アイザク・ウェスタグレン           | イェヴレ (SWE)                     | 1898年9月11日 |
| 世界記録         | 10.8(*) | アイザク・ウェスタグレン           | イェヴレ (SWE)                     | 1899年9月10日 |
| 世界記録         | 10.8(*) | フランク・ジャービス               | パリ (FRA)                         | 1900年6月14日 |
| 世界記録         | 10.8(*) | ウォルター・テュークスベリー       | パリ (FRA)                         | 1900年6月14日 |
| 世界記録         | 10.8(*) | カール・ルジャング                 | ストックホルム (SWE)               | 1900年9月23日 |
| 世界記録         | 10.8(*) | ウォルター・テュークスベリー       | フィラデルフィア (USA)             | 1900年10月6日 |
| 世界記録         | 10.8(*) | アンドレ・パサット                 | ボルドー (FRA)                     | 1903年6月14日 |
| 世界記録         | 10.8(*) | ルイス・クーン                     | ボルドー (FRA)                     | 1903年6月14日 |
| 世界記録         | 10.8(*) | ハラルド・グロンフェルドット       | オーフス (DEN)                     | 1903年7月5日  |
| 世界記録         | 10.8(*) | エリック・フリック                 | Jonkoping (SWE)                    | 1903年8月9日  |
| オリンピック記録 | 10.8    | フランク・ジャービス               | パリ (FRA)                         | 1900年6月14日 |
| オリンピック記録 | 10.8    | ウォルター・テュークスベリー       | パリ (FRA)                         | 1900年6月14日 |

(*) 非公式

## 結果

### 一次予選
一次予選は3組に分かれて行われ、各組で上位2着になった選手が決勝に進んだ。
1組
| 順位 | 選手名                       | 記録 |    |
| ---- | ---------------------------- | ---- | -- |
| 1    | アーチー・ハーン (USA)       | 11.4 | QF |
| 2    | ローソン・ロバートソン (USA) |      | QF |
| 3    | ベーラー・メゾー (HUN)       |      |    |

2組
| 順位 | 選手名                           | 記録 |    |
| ---- | -------------------------------- | ---- | -- |
| 1    | ウィリアム・ホーゲンソン (USA)   | 11.6 | QF |
| 2    | フレドリック・ヘックウルフ (USA) |      | QF |
| 3    | ボビー・カー (CAN)               |      |    |
| 4    | マイヤー・プリンスタイン (USA)   |      |    |

3組
| 順位 | 選手名                       | 記録 |    |
| ---- | ---------------------------- | ---- | -- |
| 1    | ネイト・カートメル (USA)     | 11.4 | QF |
| 2    | フェー・モールトン (USA)     |      | QF |
| 3    | クライド・ブレア (USA)       |      |    |
| 4    | フランク・キャサルマン (USA) |      |    |

### 決勝
| 順位 | 選手名                           | 記録 |
| ---- | -------------------------------- | ---- |
| 1    | アーチー・ハーン (USA)           | 11.0 |
| 2    | ネイト・カートメル (USA)         | 11.2 |
| 3    | ウィリアム・ホーゲンソン (USA)   | 11.2 |
| 4    | フェー・モールトン (USA)         |      |
| 5    | フレドリック・ヘックウルフ (USA) |      |
| 6    | ローソン・ロバートソン (USA)     |      |